# C.B. Strike
C.B. Strike (Strike) est une série télévisée britannique basée sur les romans policiers de J. K. Rowling, sous le pseudonyme Robert Galbraith,,. Le premier épisode paraît le 10 août 2017 au British Film Institute et le 27 août 2017 sur BBC One.
En France, la série a été diffusée sur OCS City à partir du 16 juin 2018, elle est diffusée aujourd'hui sur HBO Max. En Afrique subsaharienne, la série est diffusée depuis le 5 septembre 2019 sur Canal+ Séries. Au Canada francophone (Québec) et anglophone, la série est diffusée sur Crave dans sa version originale et française européenne.

## Synopsis
Cormoran Strike, un vétéran de la guerre devenu détective privé dans un minuscule bureau de la rue Denmark à Londres, utilise ses connaissances uniques et ses antécédents en tant qu'enquêteur de la Special Investigation Branch (en) pour résoudre trois cas complexes qui ont échappé à la police.

## Distribution

### Acteurs principaux
- Tom Burke (VF : Gilduin Tissier) : Cormoran Strike
- Holliday Grainger (VF : Anne-Charlotte Piau) : Robin Ellacott

### Acteurs récurrents
- Kerr Logan (VF : Gauthier Battoue) : Matthew Cunliffe
- Ben Crompton (VF : Vincent Ropion) : Shanker
- Natasha O'Keeffe (VF : Sandra Parra) : Charlotte Campbell (Ross)
- Killian Scott (VF : Stanislas Forlani) : D.I. Eric Wardle
- Ann Akin () : Vanessa Ekwensi
- Sargon Yelda () : D.I. Richard Anstis
- Caitlin Innes Edwards (VF : Olivia Nicosia) : Ilsa Herbert
- Ian Attards (VF : Fred Colas) : Nick

### Invités

#### L'Appel du Coucou
- Siân Phillips (VF : Cathy Cerdà) : Lady Yvette Bristow
- Martin Shaw (VF : Michel Voletti) : Tony Landry
- David Avery (VF : Sébastien Ossard) : Nico Kolovas-Jones
- Leo Bill (VF : Stéphane Ronchewski) : John Bristow
- Tara Fitzgerald (VF : Odile Schmitt) : Tansy Bestigui
- Amber Anderson () : Ciara Porter
- Kadiff Kirwan () : Guy Somé
- Bronson Webb (VF : Damien Ferrette) : Evan Duffield
- Brian Bovell (VF : Thierry Desroses) : Derrick Wilson
- Tezlym Senior-Sakutu (VF : Valérie Decobert) : Rochelle Onifade
- Alisha Bailey (VF : Aurélie Konaté) : Jenny
- Sarah Sweeney (VF : Laetitia Godès) : Lucy
- Abubakar Salim (VF : Eilias Changuel) : Jonah Agyeman
- Arinder Sadhra (VF : Sandrine Moaligou) : Marsha

#### Le Ver à soie
- Dorothy Atkinson (VF : Delphine Braillon) : Kathryn Kent
- Monica Dolan (VF : Élisabeth Fargeot) : Leonora Quine
- Dominic Mafham () : Jerry Waldegrave
- Tim McInnerny (VF : Vincent Violette) : Daniel Chard
- Peter Sullivan () : Andrew Fancourt
- Jeremy Swift () : Owen Quine
- Lia Williams (VF : Frédérique Tirmont) : Liz Tassel
- Sarah Gordy (VF : Delphine Braillon) : Orlando Quine
- Jack Monaghan (VF : Jonathan Benhamou) : l'analyste de texte

#### La Carrière du mal
- Andrew Brooke (VF : Jean-Luc Atlan) : Niall Brockbank
- Emmanuella Cole (VF : Fily Keita) : Alyssa
- Jessica Gunning (VF : Youna Noiret) : Holly Brockbank
- Matt King (VF : Emmanuel Karsen) : Jeff Whittaker
- Neil Maskell () : Donald Laing
- Kierston Wareing () : Leda Strike
- Michelle Bonnard (VF : Barbara Delsol) : Hazel Furley
- Suzanne Burden (VF : Patricia Spehar) : Linda Ellacott
- Ellie James (VF : Youna Noiret) : Stephanie
- Fern Deacon (VF : Émilie Marié) : Kelsey Platt
- Kirsty Dillon (VF : Marine Tuja) : Lorraine McNaughton
- Megan Parkinson (VF : Émilie Marié) : Brittany Brockbank
- Mollie Peacock (VF : Émilie Marié) : Brittany Brockbank (jeune)
- Gabriel Lo Giudice (VF : Fred Colas) : Gabriel, l'homme au pub

#### Blanc mortel
- Nick Blood () : Jimmy Knight
- Robert Glenister : Jasper Chiswell
- Joseph Quinn : Billy Knight
- Sophie Winkleman (VF : Anne Rondeleux) : Kinvara Chiswell
- Christina Cole (VF : Ingrid Donnadieu) : Izzy Chiswell
- Adam Long (VF : Clément Moreau) : Raff Chiswell
- Natalie Gumede : Lorelei Bevan
- Saffron Coomber (VF : Déborah Claude) : Flick Pardue
- Danny Ashok (VF : Yoann Sover) : Aamir Malik
- Robert Pugh : Geraint Winn
- Jack Greenlees : Sam Barclay
- Florence Bell (VF : Sandra Valentin) : Tegan Barlow
- Joel Gillman (VF : Loïc Hourcastagnou) : Digby
- Nicholas Agnew (VF : Fred Colas) : Tom
- Shenagh Govan (VF : Colette Marie) : Caroline
- Mandana Jones (VF : Sandrine Moaligou) : Dr. Kamila Muhammad
- Samuel Oatley (VF : Benjamin Gasquet) : George Layborn
- Annette Badland (VF : Colette Marie) : la conductrice du taxi
- Andrew Hawley (VF : Loïc Hourcastagnou) : le maitre des cérémonies

#### Sang trouble
- Jonas Armstrong : Saul Morris
- Linda Bassett : Joan Nancarrow
- Fionnula Flanagan : Oonagh Kennedy
- Sutara Gayle : Kim Sullivan
- Abigail Lawrie : Margot Bamborough
- Ian Redford : Ted Nancarrow
- Ruth Sheen : Pat Chauncey
- Andy de la Tour : Nico 'Mucky' Ricci
- Sophie Ward : Anna Phipps
- Kierston Wareing : Leda Strike
- Michael Byrne : Roy Phipps
- Anna Calder-Marshall : Janice Beattie
- Cherie Lunghi : Gloria Conti
- Carol MacReady : Irene Hickson
- Madhav Sharma : Dr Dinesh Gupta

#### Sang d'encre
- David Westhead[5]
- Christian McKay [6]
- Emma Fielding[7]
- James Nelson-Joyce
- Tupele Dorgu

## Production

### Développement
Le 10 décembre 2014, la série Cormoran Strike, écrite par J. K. Rowling sous le pseudonyme de Robert Galbraith, est annoncé et est adaptée à la télévision par la BBC, pour être diffusé sur BBC One, en commençant par L'Appel du Coucou. Rowling a collaboré au projet et on pense qu'elle a contribué aux scripts. Deux ans plus tard, il a été confirmé que la série totaliserait sept épisodes de soixante minutes, dont le tournage débutera à Londres à l'automne 2016. D'autres scènes ont été tournées à Barrow in Furness à Cumbria et dans une station-service à Leyburn, Yorkshire du Nord.
La production est filmée dans une maison privée à Sevenoaks dans le Kent, qui est le lieu résidence de Bristow dans L'Appel du Coucou, ainsi que dans les épisodes The Silkworm, le Baron's Hall et les jardins de la Place de Penshurst pour illustrer des scènes du scandaleux livre de Bombyx Mori, et le Café Porcupine comporte également le café sur le chemin du Devon où Cormoran et Robin font un arrêt.
Ben Richards a adapté L'Appel du Coucou puis Tom Edge a adapté Le Ver à soie, La Carrière du mal et Blanc mortel. Richards a déclaré que la série est « très différente sur le plan sonore et visuel des autres dramatiques criminelles ». Il a comparé la série à la série policière britannique, Inspecteur Morse. De la même manière, Edge a commenté que « les gens utilisent le terme démodé comme un mot péjoratif, mais pour moi cela fait partie de la raison pour laquelle ces livres, et, j'espère, la série télévisée, fonctionnent si bien ».
La 4e saison est diffusée entre le 30 août 2020 et le 13 septembre 2020.
Le développement d'une cinquième saison adaptant Sang trouble est annoncé en février 2022.
Le début du tournage de la sixième saison, adaptant Sang d'encre (2022) a commencé en février 2024. Elle est diffusée sur HBO Max en 2025.

### Attribution des rôles
À la fin de 2016, il a été annoncé que Tom Burke et Holliday Grainger intègrent le casting en incarnant respectivement Cormoran Strike et Robin Ellacott. Au début de 2017, il a été annoncé que Kerr Logan jouera le fiancé de Robin, Matthew.

## Épisodes
| Saison | No. | Titre                         | Titre original               | Dirigé par        | Écrit par    | Date de sortie    | Audience britannique (en million) |
| ------ | --- | ----------------------------- | ---------------------------- | ----------------- | ------------ | ----------------- | --------------------------------- |
| 1      | 1   | L'Appel du Coucou : partie 1  | The Cuckoo's Calling: Part 1 | Michael Keillor   | Ben Richards | 27 août 2017      | 8.89                              |
| 1      | 2   | L'Appel du Coucou : partie 2  | The Cuckoo's Calling: Part 2 | Michael Keillor   | Ben Richards | 28 août 2017      | 8.28                              |
| 1      | 3   | L'Appel du Coucou : partie 3  | The Cuckoo's Calling: Part 3 | Michael Keillor   | Ben Richards | 3 septembre 2017  | 8.18                              |
| 2      | 4   | Le Ver à soie : partie 1      | The Silkworm: Part 1         | Kieron Hawkes     | Tom Edge     | 10 septembre 2017 | 8.67                              |
| 2      | 5   | Le Ver à soie : partie 2      | The Silkworm: Part 2         | Kieron Hawkes     | Tom Edge     | 17 septembre 2017 | 8.02                              |
| 3      | 6   | La Carrière du mal : partie 1 | Career of Evil: Part 1       | Charles Sturridge | Tom Edge     | 25 février 2018   | 8.43                              |
| 3      | 7   | La Carrière du mal : partie 2 | Career of Evil: Part 2       | Charles Sturridge | Tom Edge     | 4 mars 2018       | 7.72                              |
| 4      | 8   | Blanc mortel : Partie 1       | Lethal White: Part 1         | Sue Tally         | Tom Edge     | 30 août 2020      | 8.61                              |
| 4      | 9   | Blanc mortel : Partie 2       | Lethal White: Part 2         | Sue Tally         | Tom Edge     | 31 août 2020      | 7.58                              |
| 4      | 10  | Blanc mortel : Partie 3       | Lethal White: Part 3         | Sue Tally         | Tom Edge     | 6 septembre 2020  | 7.85                              |
| 4      | 11  | Blanc mortel : Partie 4       | Lethal White: Part 4         | Sue Tally         | Tom Edge     | 13 septembre 2020 | 7.22                              |
| 5      | 12  | Sang trouble : Partie 1       | Troubled blood : Part 1      | Sue Tally         | Tom Edge     | 11 décembre 2022  | 8.07                              |
| 5      | 13  | Sang trouble : Partie 2       | Troubled blood : Part 2      | Sue Tally         | Tom Edge     | 12 décembre 2022  | 6.34                              |
| 5      | 14  | Sang trouble : Partie 3       | Troubled blood : Part 3      | Sue Tally         | Tom Edge     | 18 décembre 2022  | 6,86                              |
| 5      | 15  | Sang trouble : Partie 4       | Troubled blood : Part 4      | Sue Tally         | Tom Edge     | 19 décembre 2022  | 6.41                              |

## Diffusion
La première série commence à être diffusée sur la BBC le 27 août 2017. La série a été diffusée aux États-Unis sur Cinemax le 1er juin 2018 et a été rebaptisée C.B. Strike. En France, la série a commencé le 16 juin 2018 sur OCS City et continue aujourd'hui sur HBO Max.
L'intégrale des 3 premières saisons est sortie en DVD, en France, le 31 octobre 2018. Néanmoins, le DVD indique la sortie des 2 premières saisons (en comptant les épisodes de la saison 3, dans la saison 2).

## Accueil
Les critiques du premier épisode de la série étaient généralement positives. Un critique du Digital Spy a fait l'éloge des performances de Burke et de Grainger. Le chroniqueur a prétendu que la performance de Burke était une «révélation». Christopher Stevens a également donné un premier bilan positif au premier épisode, louant aussi les performances de Burke et Grainger ainsi que le portrait de Martin Landry par Martin Shaw. Il déclare que "en tant que robin plein de ressources, Mlle Grainger équilibre sa personnalité lugubre avec beaucoup d'énergie et de rebond." Cependant, Stevens a critiqué le manque de subtilité concernant la blessure de Strike.
De même, l'adaptation de The Silkworm est accueillie avec des critiques positives, avec des critiques louant encore une fois les performances de Burke et Grainger,. Cependant, l'épisode a été critiqué pour sa représentation du suicide d'Elspeth Fancourt. L'épisode est diffusé lors de la Journée mondiale de la prévention du suicide, ce qui a amené les téléspectateurs à affirmer que cette scène est insensible.